# قهال (عمران)
قهال هي إحدى قرى الجمهورية اليمنية. تتبع جغرافيا لمحافظة عمران وإداريًا لمديرية عيال سريح. يبلغ تعداد سكانها 3141 نسمة حسب الإحصاء الذي أجري عام 2004.